# همانتا موکرجی
همانتا موکرجی (انگلیسی: Hemanta Mukherjee؛ ۱۶ ژوئن ۱۹۲۰ – ۲۶ سپتامبر ۱۹۸۹) شناخته شده با نام همانت کومار آهنگساز و خواننده اهل بنگال و هند بود. وی بین سال‌های ۱۹۳۵ تا ۱۹۸۹ میلادی فعالیت می‌کرد.
وی همچنین برنده جوایزی همچون جوایز فیلم‌فیر شده است.

## فیلم‌شناسی
- ارباب، همسر و غلام (آهنگساز)
- بیداری (تنظیم)
- استاد لاف زدن (خواننده)
- بادبان (خواننده)
- تنها راه (آهنگساز)
- منزل (خواننده)